# 光滑隱棘杜父魚
光滑隱棘杜父魚（学名：Psychrolutes inermis），是輻鰭魚綱鮋形目杜父魚亞目隱棘杜父魚科的其中一種。

## 分布
本魚分布於北太平洋及西南大西洋包括茅利塔尼亞、南非、納米比亞等海域。

## 特徵
本魚體前部寬大而近圓形，向後漸細，近尾柄處側扁。吻寬但短而圓鈍。口大，端位，兩頜約略等長。上下頜具細齒；鋤骨及腭骨則無齒。背鰭1個，連續。臀鰭起始於背鰭第二鰭條基底下方。背鰭與臀鰭之硬棘和軟條皆細長而可彎曲，幾乎全被包埋在皮下。體一致為深褐色，散在淡色的雲狀斑。體長可達30公分。

## 生態
屬於深海底棲魚類，棲息在水深500~1200公尺間。至於習性及食性尚不了解。

## 經濟利用
一般做下雜魚處理，不具食用價值。